# 太田資正
太田資正（1522年—1591年10月25日），是日本戰國時代的武將。別稱源五郎、受領名美濃守。太田道灌曾孫，太田資增兒子。

## 事蹟
生於大永2年（1522年）、是扇谷上杉氏的家臣・太田資賴的次男。
最初，父親與兄長・資顯同於扇谷上杉氏仕官。天文5年（1536年）父親死後、由兄長繼承家督、由於資正和資顯相處不睦、就離開岩付城前往舅舅難波田憲重的松山城居住。之後、兄長投靠相模國的北條氏、資正則與憲重仍然仕於扇谷上杉氏。天文6年（1537年）、憲重與北条氏戰爭，失去了3個兒子及外甥隼人正、資正就成為憲重婿養子，並取得松山城的繼承權。

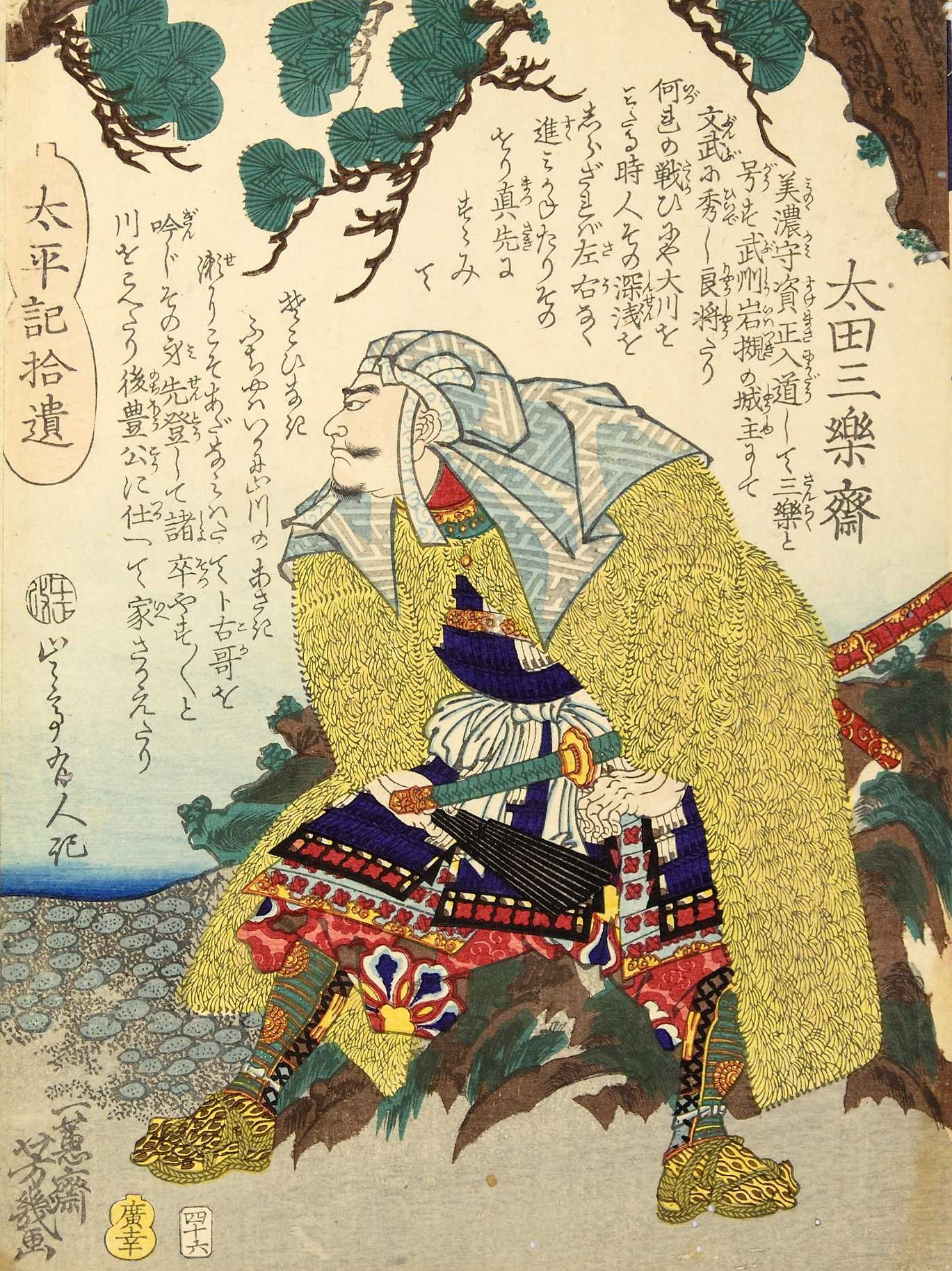
太田資正畫像

天文15年（1546年）、主君上杉朝定在與北条氏康的河越夜戰中被討死、扇谷上杉氏滅亡。資正退出松山城、暫時在横瀨氏支配下的上野新田安頓。天文16年（1547年）9月、趁北条氏不備急襲松山城並將之奪回。同年10月兄長死去，12月趁當主不在時進攻岩付城、以軍事實力繼承家督。致使親北条派的一部家臣逃離投靠北条氏。但隨即遭到北条方反擊，同時松山城守備上田朝直也遭到北条氏寢返、並且圍攻岩付城、天文17年（1548年）1月向北条氏降伏。之後、天文23年（1554年）4月拜領父親的美濃守名位。
相模北条氏與甲斐武田氏、駿河今川氏三國同盟後，關東後北条氏與越後上杉氏之間的抗争隨之展開、資正當時為北条家臣、北条氏康考量資正乃名門太田家的末裔、名目上也是古河公方・足利義氏的家臣、於是將女兒嫁給資正的嫡男氏資。但是永禄3年（1560年），越後國上杉謙信率領關東大軍包圍小田原城（小田原城之戰），資正叛變成為上杉軍一方，從北条氏離反。氏康為了報復資正，幾度派兵攻擊武藏岩付城、松山城。永禄6年（1563年）7月2日受朝廷任命為民部大輔。一說為北条氏對於資正採行的懷柔政策。但資正不為所動。
永禄7年（1564年），安房的里見義堯應上杉謙信之邀揮軍下總，打算從背後騷擾北条氏。太田資正亦率軍支持里見軍，雙方在市川北方的國府台決戰（第二次國府台之戰），但里見太田聯軍大敗。所幸5月經由上總酒井胤治（自北条方叛變）的支援下，仍保住了岩付城。7月資正前往密會了里見氏，但親北条派的兒子氏資卻趁機聯合北条氏將弟弟梶原政景幽禁，順勢佔領了岩付城，將資正追放。資正前往投靠女婿成田氏長，永禄8年（1565年）5月試圖將岩付城奪還，可惜失敗。這期間出家，法號「三樂齋道譽」。
後來資正先前往投靠下野宇都宮氏，繼而投靠常陸國的佐竹義重，成為佐竹配下。佐竹義重在攻取北条氏小田天庵的片野城後，將資正任命為城主。資正的次子政景則與大石氏合流，並協助佐竹家臣真壁久幹擴展佐竹勢力。柿岡城原本為真壁氏居城，梶原政景成為真壁久幹的女婿後，真壁久幹將居城柿岡城讓給梶原政景。
永禄12年（1569年）甲相駿三國同盟崩壞，北条氏轉與甲斐武田氏為敵，並與越後上杉氏締結同盟（越相同盟）。北条與上杉的同盟使得關東國眾人心動搖，資正對於謙信同盟締結的舉動持反對意見。同盟協議中涉及資正的待遇問題，北条要求上杉方應歸還原先佔領的片野城及柿岡城。資正無視上杉的要求，雙方因而產生裂痕。所幸在山吉豐守及河田長親調解下，於元龜3年（1572年）8月再度交涉，才讓關係緩和，進而天正3年（1575年）8月在資正奔走下，北条、佐竹與里見締結同盟。資正也在這時候與織田信長取得連絡。天正6年（1578年）上杉景勝傳來謙信的死報，即是由資正告知織田信長。本能寺之變後，北条氏與佐竹氏的鬥爭白熱化、天正12年（1584年）5月發生沼尻合戰，6月時，資正的次男梶原政景突然與北条氏內通，自佐竹氏方叛離。7月北条與佐竹達成和議，佐竹義重出兵討伐梶原政景，於10月降伏政景，但政景之前的功績一概不承認。此後，資正的三男資武成為太田家唯一後繼者，並於天正16年（1588年）繼任太田氏家督。
資正於1590年參加小田原征伐，曾針對小田原攻伐向秀吉獻策，並要秀吉不要自恃兵多將廣而輕視北条，引來秀吉不悅。雖然一心想要回歸故土，但仍然於1591年9月病逝，享年70。